# Hrabstwo Bailey

Piramida wieku hrabstwa

Hrabstwo Bailey – hrabstwo położone w USA, w stanie Teksas, na Wysokich Równinach. Utworzone w 1876 r. Siedzibą hrabstwa jest jedyne miasteczko Muleshoe. Nazwa pochodzi od bohatera bitwa o Alamo Petera Jamesa Baileya.

## Sąsiednie hrabstwa
- Hrabstwo Parmer (północ)
- Hrabstwo Lamb (wschód)
- Hrabstwo Hockley (południowy wschód)
- Hrabstwo Cochran (południe)
- Hrabstwo Roosevelt, Nowy Meksyk (zachód)
- Hrabstwo Curry, Nowy Meksyk (północny zachód)

## Gospodarka
Gospodarka hrabstwa pozostaje silnie uzależniona od hodowli bydła (128,7 tys. sztuk – 2022), przemysłu mleczarskiego (9. miejsce w stanie), upraw bawełny i lucerny. Rolę drugorzędną pełnią pszenica, kukurydza, sorgo, oraz hodowle koni, trzody chlewnej i owiec. 56% areału gospodarstw stanowią obszary pasterskie i 42% to obszary uprawne. Jedna czwarta mieszkańców (24,7%) zatrudniona jest w handlu detalicznym. 

## Demografia
- Latynosi – 66,3%
- biali nielatynoscy – 29,8%
- czarni lub Afroamerykanie – 4%
- rdzenni Amerykanie – 3,6%
- Azjaci – 1%[3].

## Religia
Członkostwo w 2020 roku:
- ewangelikalni – ok. 35% (gł. południowi baptyści – 13,3%, bezdenominacyjni – 9,4% i zielonoświątkowcy – 5,1%)
- katolicy – 22,4%
- zjednoczeni metodyści – 4,4%
- świadkowie Jehowy – 1,9%.